# Логинов, Михаил Сергеевич
Михаил Сергеевич Логинов (24 ноября 1929, Вишенки — 15 мая 2011, Москва) — советский и российский учёный и конструктор в области радиоэлектроники, Герой Социалистического Труда (1984).

## Биография
Михаил Сергеевич Логинов родился 24 ноября 1929 года в селе Вишенка (ныне — Мелекесский район Ульяновской области). Окончил среднюю школу, а в 1953 году —радиофизический факультет Горьковского государственного университета, после чего был направлен на работу на Загорский оптико-механический завод. Прошёл путь на этом заводе от обычного инженера до руководителя группы. В 1957—1963 годах работал ведущим инженером, начальником лаборатории, заместителем главного конструктора, начальником отдела Загорского электромеханического завода. С 1963 года Логинов работал в научно-исследовательском институте № 101 в качестве заместителя начальника направления — начальника отдела, начальника отделения, начальника комплексного отделения, заместителя директора института по научной работе.
Логинов активно участвовал в разработке автоматизированных систем управления как для гражданской, так и для оборонной промышленности. Внёс большой вклад в разработку командной системы боевого управления ядерными вооружениями Советского Союза. Кроме того, активно занимался научно-исследовательской работой, руководил большим количеством исследований в области информационных процессов в автоматизированных системах управления, методов построения комплексов автоматизации, разработки информационных моделей, методов использования локальных вычислительных систем в АСУ, создания программного обеспечения многомашинных комплексов, проблем устойчивости функционирования АСУ. Является автором свыше 110 научных работ, защитил докторскую диссертацию. Дважды — в 1970 и 1976 годах — удостаивался Государственной премии СССР, а в 1981 году был удостоен Ленинской премии.
Закрытым Указом Президиума Верховного Совета СССР от 19 сентября 1984 года за «выдающиеся заслуги в создании новой техники» Михаил Сергеевич Логинов был удостоен высокого звания Героя Социалистического Труда с вручением ордена Ленина и медали «Серп и Молот».
Продолжал работу и после распада СССР. С 1994 года занимал должность главного научного сотрудника Научно-исследовательского института автоматической аппаратуры. Затем находился на пенсии, проживал в Москве (скончался 15.05.2011).
Также награждён орденом Трудового Красного Знамени и рядом медалей.